# برشيد
برّشيد مدينة مغربية وعاصمة إقليم برشيد، جهة الدار البيضاء سطات. وهي من أكبر المدن في الجهة. تأسست المدينة إبان فترة الإستعمار الفرنسي للمغرب وعدد سكان المدينة يناهز 140.000 نسمة ولديها وحدة صناعية ضخمة تعتبر الثالثة في المغرب وغالبية سكان المدينة من أصل حريزي، من أهم الأماكن في المدينة فضاء المنتزه والذي يعتبر متنفسا لساكني جهة الدار البيضاء السطات، والشارع الرئيسي بالمدينة شارع محمد الخامس بحدائقه الكبيرة والذي يصنف كأعرض شارع في المغرب ويوجد بالمدينة الحي الفرنسي الذي يضم الكنيسة والأماكن التي كان يسكنها الفرنسيون سابقا وما يميز مدينة برشيد هو موقعها الذي جعلها منطقة وصل لأهم المدن المغربية نظرا لموقعها الإستراتيجي.

## معطيات
المدينة صناعية حديثة، إذ تحتوي على أكثر من 100 مصنع للسيارات، للمشروبات الغازية والملابس والأثاث، وغيرها، مما يُوفر فرص عمل كثيرة. لهذا شهدت المدينة في الآونة الأخيرة نموا ديمغرافيا، وتوسعا جغرافيا كبيرين، مما ساهم في غلاء العقار. كما أنها تعتمد على الفلاحة نظرا لموقعها الجغرافي حيث تقع على سهول الشاوية ورديغة سطات. وهي تابعة لعمالة برشيد. كانت مدينة برشيد تعتبر محج الفلاحين للتزويد بالأدوات الفلاحية وقطاع غيار الآلات الفلاحية.

## مؤسسات
من أهم المؤسسات التعليمية في المدينة:

### ثانويات
- الثانوية التأهيلية ولاد حريز
- الثانوية التأهيلية محمد منصور ( الثانوية التأهيلية الجديدة سابقا)
- الثانوية التأهيلية الجنرال الكتاني
- الثانوية التقنية الإمام مالك
- الثانوية التأهيلية ابن رشد
- الثانوية التأهيلية عمر الخيام

### إعداديات
- الثانوية الإعدادية الزرقطوني
- الثانوية الإعدادية الشهيد المكي
- الثانوية الإعدادية زينب النفزاوية
- الثانوية الإعدادية ابن خلدون
- الثانوية الإعدادية لآلة مريم

### مدارس ابتدائية
- المدرسة الابتدائية الجديدة
- مدرسة طه حسين
- مدرسة السلام 1
- مدرسة السلام 2
- مدرسة عائشة التيمورية
- مدرسة ابن الهيثم
- مدرسة إدريس الحريزي
- مدرسة مصطفى المعاني
- مدرسة غزة
- مدرسة طارق فكري
- مدرسة الكملي
- مدرسة عقبة بن نافع
- مدرسة عبد الرحيم بوعبيد 1
- مدرسة عبد الرحيم بوعبيد 2

### مدارس عليا
- ESB المدرسة الإنجليزية لإدارة الأعمال
- ENSA المدرسة الوطنية للعلوم التطبيقية[4]
- ESEFB المدرسة العليا للتربية والتكوين ببرشيد
- EST المدرسة العليا للتكنولوجيا[4]
- OFPPT التكوين المهني التقني والتقني المتخصص[5]

ناهيك عن أزيد من 50 مدرسة خصوصية للتعليم، أهمها:
- مجموعة مدارس جورج سكول
- مجموعة مدارس بيار دو كوبيرتان
- مجموعة مدارس الياسمين
- مجموعة مدارس سيزار
- مجموعة مدارس نبراس العلوم
- مجموعة مدارس لاباليت
- مجموعة مدارس المنبت
- مجموعة مدارس الجسر
- مجموعة مدارس أجيال المدينة
- مجموعة مدارس ميراندا
- مجموعة مدارس بريمافيرا
- مجموعة مدارس لو بون شوا
- مجموعة مدارس برشيد
- مجموعة مدارس الأمانة
- مجموعة مدارس المهاجر
- مجموعة مدارس الحبيبة
- مجموعة مدارس الكندية

## جغرافيا
على مساحة تقدر ب 17 كلم مربع تمتد مدينة برشيد فوق وسط سهل الشاوية المنبسط والمعروف بتربة الترس الخصبة فلاحيا، حيث تحدها شمالا جماعة أولاد صالح، جنوبا وغربا سيدي المكي، وشرقا جماعة جاقمة، حيث تنفرد مدينة برشيد بموقع جغرافي استراتيجي متميز يجعل منها جسر عبور لا غِنى عنه بين جهة الدار البيضاء الكبرى وجهة الشاوية ورديغة سطات، بحيث لا تبعد عن العاصمة الاقتصادية للبلاد إلا بحوالي 35 كلم، وعن ميناء الدار البيضاء بحوالي 40 كلم وعن المطار الدولي النواصر بحوالي 12 كلم، وعن مدينة سطات ب 30 كلم،  وشرقا تحدها مدينة بن احمد بحوالي 35 كلم ،مدينة مراكش بحوالي 200 كلم وعن مدينة الجديدة بحوالي 90 كلم.

## اقتصاد
مدينة برشيد:
- تمثل 13,25% من الإنتاج الفلاحي الوطني.

- تملك منطقة صناعية تصل مساحتها إلى هكتار، مع 104 مصنع في مختلف المجلات: الكهرباء، الغداء، الميكانيك...

## هوامش
1. ↑  والكتابة الأصح هي: ابن رشيد، مع إدغام النون بالراء الذي هو من حروف الإدغام.